# Christiane Dienel
Christiane Dienel (* 25. Februar 1965 in Münster) ist eine deutsche Sozialwissenschaftlerin, Hochschullehrerin und Wissenschaftsmanagerin. Von 2006 bis 2009 war sie Staatssekretärin im Ministerium für Gesundheit und Soziales des Landes Sachsen-Anhalt, von 2011 bis 2016 Präsidentin der HAWK Fachhochschule Hildesheim/Holzminden/Göttingen und von 2017 bis 2018 Professorin für angewandte Sozialwissenschaften und Gesundheitspolitik sowie Vizepräsidentin der Deutschen Hochschule für Gesundheit und Sport (DHGS). Seit 2019 arbeitet sie beim nexus Institut Berlin.

## Leben und Beruf
Nach dem Abitur studierte Dienel in den Jahren 1983 bis 1993 Geschichte, Germanistik, Slawistik und Volkswirtschaft in Münster, München, Bordeaux und Paris und promovierte 1993 zum Dr. phil. an der Ludwig-Maximilians-Universität München mit einer Dissertation zum Thema: Kinderzahl und Staatsräson. Empfängnisverhütung und Bevölkerungspolitik in Deutschland und Frankreich bis 1918.
Von 1989 bis 1992 war Christiane Dienel als Wissenschaftliche Assistentin am Institut für neuere Geschichte der LMU München tätig. Von 1991 bis 2006 arbeitete sie freiberuflich für die Gesellschaft für Familienforschung e. V. (GeFam) zu europäisch vergleichenden, familienpolitischen Themen. Von 1993 schloss sie sich der SPD an und arbeitete anschließend als Referentin für Europaangelegenheiten, zunächst in der Staatskanzlei und ab 1996 im Ministerium der Justiz und für Bundes- und Europaangelegenheiten des Landes Brandenburg.
In den Jahren 1999 bis 2006 war Christiane Dienel Professorin für Europäische Politik und Gesellschaft an der Hochschule Magdeburg-Stendal in Magdeburg. Nach der Landtagswahl 2006 kam es in Sachsen-Anhalt zur Bildung einer schwarz-roten Koalition. Dienel wurde daraufhin zur Staatssekretärin in dem von Gerlinde Kuppe geführten Ministerium für Gesundheit und Soziales ernannt. Am 28. September 2009 wurde ihre Abberufung bekannt. Nachfolgerin wurde am 5. Oktober 2009 Beate Bröcker.
Im Jahr 2011 wurde Christiane Dienel zur Präsidentin der HAWK Fachhochschule Hildesheim/Holzminden/Göttingen mit Dienstsitz in Hildesheim berufen. Sie hatte dieses Amt bis 2016 inne. Im August 2016 wurden bereits länger bestehende Vorwürfe gegen die HAWK öffentlich, dass diese seit zehn Jahren ein angeblich antisemitisches und israelfeindliches Seminar anbiete. Dienel wies die Vorwürfe als „völlig unberechtigt“ zurück und verwies auf „ziemlich einflussreiche Kreise“, die verhindern wollten, dass „unterschiedliche Sichtweisen“ zu Wort kämen. Sie bezeichnete sich als Freundin Israels.
Danach fand auf Einladung der niedersächsischen Wissenschaftsministerin Gabriele Heinen-Kljajić eine Gesprächsrunde statt, an der neben Christiane Dienel auch Michael Fürst, Vorsitzender der Jüdischen Gemeinden von Niedersachsen, sowie Yazid Shammout, Vorsitzender der palästinensischen Gemeinde Hannover, teilnahmen. Einmütig vereinbart wurde die Inauftraggabe eines Gutachtens beim Berliner Zentrum für Antisemitismusforschung. Die HAWK strich das umstrittene Seminar „Soziale Lage der Jugendlichen in Palästina“ aus ihrem Vorlesungsangebot, die verantwortliche Dekanin Christa Paulini trat Ende September zurück. Anfang November 2016 beschloss der Senat der HAWK, dass er gegenüber dem niedersächsischen Ministerium für Wissenschaft und Kultur die Empfehlung zur Ernennung als Präsidentin für eine zweite Amtszeit zurücknimmt. Das vom Zentrum für Antisemitismusforschung erstellte Gutachten stellte fest, dass die Veranstaltung bereits konzeptuell entscheidende Mängel aufwies, wissenschaftlichen Standards nicht entsprach und ein extrem einseitiges Bild vermittelte. Die eingesetzten Lehrmaterialien wurden als israelkritisch bis -feindlich bewertet. Manche Texte würden mit antisemitischen Stereotypen arbeiten oder das Existenzrecht Israels infrage stellen. Hinzu kam, dass ein textkritischer Umgang unterblieb.
Von 2017 bis 2018 war Dienel Professorin für Angewandte Sozialwissenschaften, insbesondere Gesundheitspolitik sowie Vizepräsidentin der Deutschen Hochschule für Gesundheit und Sport (DHGS) in Berlin-Lichtenberg. 
Christiane Dienel war von 2004 bis 2006 Mitgesellschafterin des von ihrem Mann, dem Technikhistoriker Hans-Liudger Dienel, gegründeten nexus Instituts für Kooperationsmanagement und interdisziplinäre Forschung in Berlin. Von 2006 bis 2009 gehörte sie dem wissenschaftlichen Beirat an und ab 2009 wirkte sie in der wissenschaftlichen Leitung. Seit 2019 ist Dienel hauptberufliche Geschäftsführerin des nexus Instituts.
Christiane und Hans-Liudger Dienel haben drei Kinder.

## Mitgliedschaften
- von 2000 bis 2006 Mitglied des Akademischen Senats der Hochschule Magdeburg-Stendal
- seit 2007 Mitglied und seit 2016 Vorsitzende des Wissenschaftlichen Beirats der Theologischen Hochschule Elstal[12]
- seit 2013 Mitglied im Hochschulrat der Hochschule Fulda[13]
- seit 2016 Mitglied und stellvertretende Vorsitzende des Hochschulrats der Hochschule für Gesundheit in Bochum[14]
- seit 2011 Mitglied im wissenschaftlichen Beirat des nexus Institut für Kooperationsmanagement und interdisziplinäre Forschung GmbH[15]
- Von 2013 bis 2016 Sprecherin der niedersächsischen Fachhochschulen und stellvertretende Vorsitzende der Landeshochschulkonferenz
- seit 2017 Mitglied im Vorstand der Baptistengemeinde Berlin-Steglitz[16]

## Veröffentlichungen (Auswahl)
- Das Verhältnis der Generationen im demografischen Wandel neu bestimmen. Das Generationenkolleg und die politische Öffentlichkeit. In: Blanckenburg, Christine von/Hans-Liudger Dienel (Hrsg.): Alt und Jung im Handwerk. Ausbildungspaten und intergenerationelle Verantwortung als Erfolgsfaktor für die berufliche Praxis. Stuttgart, Steiner Verlag, 2011.
- Gehen oder Bleiben? Abwanderung aus Ostdeutschland und der Wandel des Heimatgefühls seit der Wende. In: Volkskunde in Sachsen, Band 23/2011. Hrsg.: Institut für Sächsische Geschichte und Volkskunde e. V. Universitätsverlag, Dresden. S. 71–94.
- Vision Sachsen-Anhalt 20-xx. Zukunftsperspektiven für nachhaltiges staatliches Handeln. Friedrich-Ebert-Stiftung 2005.
- Eltern, Kinder und Erwerbsarbeit: Die EU als familienpolitischer Akteur. In: Wohlfahrtsstaat und Geschlechterverhältnis im Umbruch. Was kommt nach dem Ernährermodell? Jahrbuch für Europa- und Nordamerika-Studien. Hrsg.: Sigrid Leitner, Ilona Ostner und Margit Schratzenstaller. VS Verlag für Sozialwissenschaften, Wiesbaden 2004. S. 285–307.
- Geschlechtsspezifische Besonderheiten der innerdeutschen Migration für Sachsen-Anhalt (zusammen mit Antje Gerloff). In: Gender-Report Sachsen-Anhalt 2003. Daten, Fakten und Erkenntnisse zur Lebenssituation von Frauen und Männern. Oschersleben 2004. S. 50–67.
- Familienpolitik in Deutschland. In: Elektronisches Online-Handbuch zum Thema Bevölkerung (Hrsg.: Berlin-Institut für Weltbevölkerung und globale Entwicklung. online). 2003.
- Frauenkarriere im europäischen Vergleich. In: Frauen machen Karriere in Wissenschaft, Wirtschaft und Politik. Chancen nutzen – Barrieren überwinden (Hrsg.: Barbara Keller, Anina Mischau). Nomos-Verlag, Baden-Baden 2002. S. 17–30.
- Familienpolitik. Eine praxisorientierte Gesamtdarstellung der Handlungsfelder und Probleme. Juventa Verlag, Weinheim 2002.
- Das 20. Jahrhundert (I). Frauenbewegung, Klassenjustiz und das Recht auf Selbstbestimmung der Frau. In: Robert Jütte (Hg.): Geschichte der Abtreibung. Von der Antike bis zur Gegenwart. München 1993. S. 140–168.
- Kinderzahl und Staatsräson. Empfängnisverhütung und Bevölkerungspolitik in Deutschland und Frankreich bis 1918 (Dissertation), Band 10 in der Reihe Theorie und Geschichte der bürgerlichen Gesellschaft. Verlag Westfälisches Dampfboot, Münster 1995. ISBN 978-3-929586-42-8.